# Hugenottenturm (Bad Karlshafen)
Der Hugenottenturm bei Bad Karlshafen im nordhessischen Landkreis Kassel ist ein 1913 eingeweihter Aussichtsturm auf einem Felssporn der Hessischen Klippen.

## Geographische Lage
Der Hugenottenturm steht westlich oberhalb der zwischen Solling im Norden und Reinhardswald im Südsüdosten liegenden Kernstadt von Bad Karlshafen und der Mündung (95,6 m ü. NN) der Diemel in die Weser. Er befindet sich auf etwa 165 bis 170 m Höhe zwischen den Hessischen Klippen, einer Gruppe von Felsklippen, die sich auf dem steilen und bewaldeten Nordosthang der Erhebung Kaiserstein (205 m) aneinanderreihen.

## Geschichte

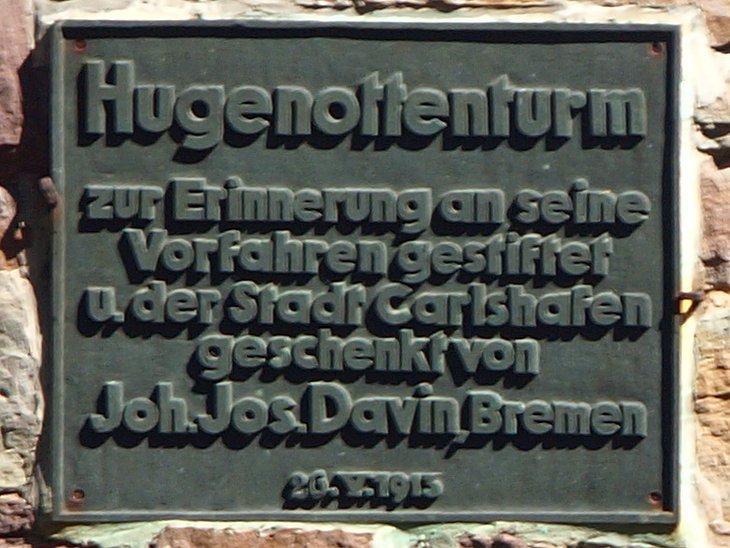
Gusseiserne Informationstafel am Hugenottenturm

Der am 26. Mai 1913 eingeweihte Hugenottenturm wurde auf dem damals kaum bewaldeten Hang des Kaisersteins oberhalb der 1699 gegründeten Hugenottenstadt Bad Karlshafen errichtet und war daher im Ganzen von Weitem sichtbar. Er entspricht dem Zeitgeist der wilhelminischen Ära. Sein Stifter, der Bremer Kaufmann und Unternehmer Johann Josef Davin (1855–1920), beauftragte den Bremer Architekten Eduard Thürmer mit der Planung des Bauwerks im Stil der im 19. Jahrhundert verbreiteten Ruinenarchitektur. Die Bauausführung wurde dem Karlshafener Baumeister August Wilhelm Beckendorf übertragen, der ein Jahr später ein Opfer des Ersten Weltkriegs wurde.

## Turmbeschreibung
Der aus Wesersandstein errichtete Hugenottenturm, der lange Jahre gesperrt war, wurde saniert und kann seit 2011 über eine offene Wendeltreppe im Turminnern mit rund 100 Stufen wieder bestiegen werden. Eine Plattform neben dem Turm ermöglicht kleine Zusammenkünfte oder Veranstaltungen. In den letzten Jahren hat der Turm seine beherrschende Stellung durch hoch gewordene Bäume verloren. Von seiner Aussichtsplattform fällt der Blick auf Bad Karlshafen und bewaldete Berghänge von Solling und Reinhardswald.

## Hugenottenfamilie Davin

Johann Josef Davin

Der Stifter des Hugenottenturmes, Johann Josef Davin, entstammte wie seine Ehefrau Charlotte Davin, geb. Rüdiger, einer Hugenottenfamilie, die ursprünglich im piemontesischen Villaret, einem Ortsteil von Saint-Martin-Bellevue, beheimatet war. Das älteste bekannte Mitglied der Familie war der Gerber Guillaume Davin. Dessen Enkel, der Kaufmann und Gerber Guillaume Davin, wurde etwa 1674 in Villaret geboren. Zusammen mit Familienangehörigen und anderen Glaubensflüchtlingen kam er über Zwischenstationen in der Schweiz und in Frankfurt am Main mit der Flüchtlingsbrigade Valcluson im Frühjahr 1686 nach Hofgeismar. Landgraf Karl von Hessen-Kassel hatte die Flüchtlinge eingeladen. Guillaume Davin heiratete 1701 die Hugenottin Jeanne Roux, die ebenfalls aus Villaret stammte. Mit ihr zog er weiter nach Helmarshausen an der Diemel, wo er 1748 starb. Die als Gerber oder Schuhmacher arbeitenden Nachkommen Davin lebten zunächst in Karlshafen. Spätere Generationen verließen die Stadt.
Johann Josef Davin wurde 1855 in Königswinter geboren und lebte bis 1877 im Rheinland, ehe er durch seine Heirat mit seiner Kusine zweiten Grades, Charlotte Rüdiger, nach Bremen kam. Dort brachte er es zu Wohlstand und Anerkennung. Er starb in Bremen am 12. Juni 1920. Davin hatte ein Haus in Karlshafen, war stolz auf seine Herkunft und seine Vorfahren und stiftete zu ihren Ehren den Hugenottenturm in Karlshafen, den er in einer Feierstunde bei der Einweihung 26. Mai 1913 in die Obhut der Stadt übergab.

## Jubiläumsfeier 2013
Der Heimatverein Bad Karlshafen gab dem 100-jährigen Jubiläum der Erbauung des Hugenottenturms einen besonderen Akzent. Der Verein beauftragte den Trendelburger Bildhauer Rolf Steiner mit der Anfertigung eines Hugenottenkreuzes aus Stahlrohr mit einer anhängenden vergoldeten Taube. Das Kreuz wurde an der Außenseite des Turms befestigt.
Die Stadtverwaltung in Bad Karlshafen ließ im Frühjahr 2013 auf dem Turm eine Solaranlage montieren, die bei Dunkelheit eine umweltfreundliche Beleuchtung des Turms ermöglicht.
Das Deutsche Hugenotten-Museum in Bad Karlshafen veranstaltete im Mai 2013 eine Sonderausstellung zum 100-jährigen Turmjubiläum. Bei der Eröffnung waren auch Nachkommen des Stifters Davin anwesend, die mit Leihgaben aus Familienbesitz die Ausstellung bereicherten.

## Zugang
Der Zugang zum Hugenottenturm über holprige Wege ist schwierig geworden: Der Fußweg führt aus der Bad Karlshafener Kernstadt heraus über eine Diemelbrücke, gegenüber eine Treppenanlage hinauf und danach rechts steil im Wald bergauf (siehe hierzu auch den Abschnitt Verkehr und Wandern des Artikels Hessische Klippen).